# 玻璃丸
玻璃丸（はりまる）は、琵琶湖汽船が運航していた遊覧船。1951年の就航から1982年の引退まで約30年間に渡って琵琶湖汽船のフラッグシップとして活躍し、琵琶湖の女王と称された。

## 概要
琵琶湖国定公園の指定に合わせ、従来就航していた京阪丸、みどり丸などの代船として、7,100万円を投じて日立造船桜島工場により建造され、膳所の天虎飛行場跡で組み立てられ、1951年3月19日に進水、4月に就航した。
大津港で琵琶湖連絡の京阪京津線と接続、長浜港、竹生島、近江舞子港、堅田港などへの航路で運航され、夏期は南湖を周遊する納涼船「たそがれショウボート」としても就航、横山エンタツなどが出演したNHK大阪放送局のラジオ番組「気まぐれショウボート」が船上から放送されるなど、人気を博した。
1982年8月31日、老朽化および琵琶湖総合開発による琵琶湖の水位低下に対応できないため、引退した。約30年間で約111.8万キロメートルを航行、約250万人が乗船した。本船の代船としてミシガンが建造された。本船はその後、浜大津港に係留されて「観光物産船」として約1年間使用された後、解体された。現在は琵琶湖汽船の大津港事務所に操舵輪が保管されているほか、大津市歴史博物館に模型が展示されている。かつて浜大津アーカスが京阪レークセンターだった頃には、敷地内にあった噴水の周りに、錨が展示されていた。

## 設計
客船的な優美な船型、天地寸法の大きい連続窓が特徴の船室が斬新な印象を与えた。

## 船内
一等船室、二等船室のほか洋食堂などが設けられていた。

## 登場作品
『フランケンシュタイン対地底怪獣』
乗客を乗せて夜間に航行中、突如として水中から出現したフランケンシュタインと遭遇してしまう。
撮影には、実物とミニチュアが使用されている。